# 특공외인부대
"특공외인부대"는 1973년에 개봉한 대한민국의 영화이다.

## 캐스팅
- 김성옥 : 강혜림 역
- 오지명 : 각동팔 역
- 신일룡 : 정계빈 역
- 윤양하 : 왕칭칭 역
- 이강조 : 왕방구 역
- 강민호 : 강혜구 역
- 윤세희 : 괴뢰여장교 역
- 김무생 : 김안일 역
- 방인숙 : 인숙 역
- 윤화영 : 희 역
- 박병기 : 김 장군 역
- 김무영 : 보급소소장 역
- 박기택 : 중공군중위 역
- 이용 : 괴뢰특무장 역
- 조덕성 : 괴뢰군장교 역
- 김문주 : 특수대원 A 역
- 최재호 : 특수대원 B 역
- 황인철 : 특수대원 C 역
- 김홍규 : 특수대원 D 역
- 신찬일 : 특수대원 E 역
- 황진 : 특수대원 F 역
- 문태선 : 특수대원 G 역
- 박종설 : 특수대원 H 역
- 박성민 : 특수대원 I 역
- 지방열 : 동네노인 역